# Dirección General de Planificación Estratégica en Tecnologías Digitales Avanzadas y Nueva Economía de la Lengua
La Dirección General de Planificación Estratégica en Tecnologías Digitales Avanzadas y Nueva Economía de la Lengua fue un órgano directivo del Gobierno de España, integrado en el Ministerio para la Transformación Digital y de la Función Pública, a través de la Secretaría de Estado de Digitalización e Inteligencia Artificial, que se responsabilizó de analizar y asesorar en el ámbito de tecnologías digitales avanzadas, así como impulsar la política de la Nueva Economía de la Lengua.

## Historia
Este órgano directivo se creó por Real Decreto 210/2024, de 27 de febrero, en sustitución del Comisionado Especial para la Alianza por la Nueva Economía de la Lengua encabezado por Cristina Gallach entre 2022 y 2024, y de su Oficina, que estuvo dirigida por Manuel González Bedia, quien fue nombrado primer director general en febrero de 2024. El órgano tiene como principal objetivo la gestión del PERTE de la Nueva Economía de la Lengua, un proyecto valorado en 1100 millones de euros para crear inteligencia artificial, ciencia y todo tipo de tecnología en español.
Fue suprimida en noviembre de 2024, asumiendo sus funciones la Dirección General de Inteligencia Artificial.

## Estructura
La Dirección General se estructuró mediante un único órgano, con rango inferior a subdirección general, la División de Planificación Estratégica en Tecnologías Digitales Avanzadas y Nueva Economía de la Lengua, a la que le correspondía realizar los análisis de políticas, planes e instrumentos puestos en marcha en materia de tecnologías innovadoras, así como la comparación con las estrategias análogas en otros países y su seguimiento, elaborar propuestas en este ámbito, impulsar nuevas capacidades y realizar el seguimiento y supervisión de las actuaciones del PERTE en Nueva Economía de la Lengua de las actuaciones del PERTE, así como la colaboración en el diseño de las actuaciones del PERTE asignadas al Ministerio, en el marco del Plan de Recuperación, Transformación y Resiliencia.

## Titulares
- Manuel González Bedia (2024)[3]